# Antonio León Zapata
Antonio León Zapata (Talavera, 1 de julio de 1949) es un educador y político peruano. Fue congresista de la república durante el periodo 2006-2011 y alcalde del distrito de Talavera en varias ocasiones.

## Biografía
Nació en el distrito de Talavera ubicado en la provincia de Andahuaylas en Apurímac, el 1 de julio de 1949.
Realizó sus estudios primarios en la escuela de varones de Talavera y los secundarios en el colegio nacional Juan Espinoza Medrano. Realizó estudios técnicos de Ciencias Sociales en el Instituto Técnico Superior de Andahuaylas y luego ejerció estudios superiores de dicha carrera en el INIDE en Barranco.
Laboró como Gerente subregional de Apurimac - Andahuaylas.

## Labor política
Inició en la política cuando fue elegido regidor de Talavera por la Izquierda Unida en las elecciones municipales de 1983. Intentó ser alcalde pero no tuvo éxito.

### Alcalde de Talavera
Finalmente, en las elecciones de 1989, resultó elegido como alcalde del distrito de Talavera para el periodo 1990-1993. Tras culminar su gestión, postuló a la reelección como alcalde donde tuvo éxito y nuevamente en las elecciones de 1998 bajo las filas de Somos Perú del exalcalde de Lima Alberto Andrade.
Intentó una tercera reelección por la alianza Unión por el Perú-Frente Amplio, sin embargo, no logró ser reelecto.

### Congresista
Para las elecciones generales del 2006, se presentó como candidato al Congreso de la República por Unión por el Perú que tenía como candidato presidencial a Ollanta Humala. León resultó elegido con 5,848 votos para el periodo parlamentario 2006-2011.
En su labor legislativa, fue vicepresidente de la comisión de Agricultura y en 2009 fue elegido como tercer vicepresidente de la Mesa Directiva bajo la presidencia de Luis Alva Castro. Renunció a UPP y se integró a la bancada Alianza Nacional conformada por parlamentarios de Solidaridad Nacional y algunos renunciantes de UPP.
Nuevamente, en 2014 intentó ser alcalde de Talavera por el Movimiento Popular Kallpa sin lograr la alcaldía tras el triunfo de Juan Andia Peceros.